# Taiwanomyzus chrysosplenii
Taiwanomyzus chrysosplenii är en insektsart. Taiwanomyzus chrysosplenii ingår i släktet Taiwanomyzus och familjen långrörsbladlöss. Inga underarter finns listade i Catalogue of Life.